# Luiz de Barros
Pour les articles homonymes, voir Barros.
Luiz de Barros (né le 12 septembre 1893 et mort en 1982) est un réalisateur, producteur de cinéma, monteur, scénariste, directeur de la photographie et acteur brésilien prolifique. Il a joué un rôle clé dans la production filmique brésilienne du cinéma muet (c. 1914) jusqu'à la fin des années 1970. L'une de ses caractéristiques était de prendre la responsabilité d'à peu près tous les aspects de ses films.

## Filmographie
- 1914 : A Viuvinha
- 1916 : Vivo ou Morto
- 1916 : Perdida
- 1918 : Amor e Boemia
- 1918 : Zerotreze 013
- 1919 : Ubirajara
- 1919 : Alma Sertaneja
- 1920 : As Aventuras de Gregório
- 1920 : Joia Maldita
- 1920 : Coração de Gaúcho
- 1922 : O Rio Grande do Sul (documentaire)
- 1923 : A Capital Federal
- 1923 : Cavaleiro Negro
- 1923 : Augusto Aníbal Quer Casar (pt)
- 1924 : Hei de Vencer
- 1924 : A Vingança do Peão
- 1924 : Vocação Irresistível
- 1926 : Depravação
- 1928 : Operação Cesariana (documentaire)
- 1928 : Operação de Estômago (documentaire)
- 1929 : Acabaram-se os Otários
- 1929 : Uma Encrenca no Olimpo
- 1930 : Canções Brasileiras
- 1930 : Messalina
- 1930 : O Babão
- 1930 : Amor de Apache
- 1931 : Alvorada da Glória
- 1936 : O Jovem Tataravô (pt)
- 1936 : Carioca Maravilhosa (pt)
- 1937 : Samba da Vida
- 1938 : Maridinho de Luxo (pt)
- 1938 : Tererê Não Resolve (pt)
- 1940 : Cisne branco
- 1940 : E o Circo Chegou
- 1941 : A Sedução do Garimpo
- 1941 : Entra na Farra
- 1943 : Samba em Berlim
- 1944 : Corações Sem Piloto
- 1944 : Berlim na Batucada
- 1945 : O Cortiço (pt)
- 1945 : Pif-Paf
- 1946 : Caídos do Céu (pt)
- 1946 : O Cavalo 13
- 1947 : O Malandro e a grã-fina
- 1948 : Fogo na Canjica
- 1948 : Esta é Fina
- 1949 : Inocência (pt)
- 1949 : Eu Quero é Movimento
- 1949 : Pra Lá de Boa
- 1951 : Agüenta Firme, Isidoro
- 1951 : Anjo do Lodo
- 1952 : Era uma Vez um Vagabundo
- 1952 : Está com Tudo
- 1952 : O Rei do Samba
- 1953 : Com a Mão na Massa
- 1953 : É Pra Casar?
- 1954 : Malandros em Quarta Dimensão (pt)
- 1955 : Trabalhou Bem, Genival
- 1956 : O Negócio Foi Assim
- 1956 : Quem Sabe...Sabe! (pt)
- 1956 : Samba na Vila
- 1957 : Tudo é Música
- 1957 : Um Pirata do Outro Mundo
- 1959 : Aí Vêm os Cadetes
- 1961 : Por Um Céu de Liberdade
- 1962 : Vagabundos no Society
- 1980 : Ele, Ela, Quem?